# ニコライ・ソコロフ (指揮者)
ニコライ・ソコロフ（英語: Nikolai Sokoloff；ロシア語: Никола́й Григо́рьевич Соколо́в, 1886年5月28日キエフ – 1965年9月25日）は、ロシア系アメリカ人のヴァイオリニスト・指揮者。

## 略歴
1886年キエフ生まれ。イェール大学で音楽を学ぶ。1916年から1917年までサンフランシスコ市民フィルハーモニー管弦楽団の音楽監督に就任し、女性楽団員の雇用と、男女の楽団員の報酬が平等であるべきことを主張した。1918年から1932年までクリーヴランド管弦楽団の初代音楽監督兼指揮者に就任した。
1935年から1938年までニューディール政策の一環として合衆国音楽プロジェクトを監督し、演奏活動や公的な音楽教育のために音楽家を雇った。1938年から1941年までシアトル交響楽団及びサンディエゴ交響楽団の音楽監督を務めた。
代表的な音源として、1928年にクリーヴランド管弦楽団を指揮したラフマニノフの《交響曲 第2番》の演奏が知られている。

## 参考資料・外部リンク
- Gibbs, Jason (2002). “The Best Music at the Lowest Price: People's Music in San Francisco”. Music Library Association Northern California Chapter vol. 17 (no. 1) 2007年9月20日閲覧。.
- NAOSMM (2006年11月28日). “Famous People with a Cleveland Connection”.   National Association of Scientific Materials. 2007年9月20日閲覧。
- Federal Music Project